# Colț Alb (film din 1946)
Colț Alb (titlul original: în rusă Белый Клык, transliterat: Belîi Klîk) este un film de aventuri sovietic, realizat în 1946 de regizorul Aleksandr Zguridi, după romanul omonim a scriitorului Jack London, protagoniști fiind actorii Oleg Iakov, Elena Ismailova, Lev Sverdlin. 

## Distribuție
- Oleg Iakov – Weedon Scott
- Elena Ismailova – Alisa Scott
- Lev Sverdlin – Matt
- Nikolai Plotnikov – Handsome Smith
- Ossip Abdulov – Tim Keenan
- Ivan Bobrov – un căutător de aur
- Emmanuil Geller – căutător de aur
- Victor Latișevski – căutător de aur
- Piotr Repnin – căutător de aur